# Ужути (Любуське воєводство)
Ужути (пол. Urzuty) — село в Польщі, у гміні Новоґруд-Бобжанський Зеленогурського повіту Любуського воєводства.
Населення — 255 осіб (2011).
У 1975-1998 роках село належало до Зеленогурського воєводства.

## Демографія
Демографічна структура станом на 31 березня 2011 року:
|          | Загалом | Допрацездатний вік | Працездатний вік | Постпрацездатний вік |
| -------- | ------- | ------------------ | ---------------- | -------------------- |
| Чоловіки | 131     | 27                 | 91               | 13                   |
| Жінки    | 124     | 19                 | 68               | 37                   |
| Разом    | 255     | 46                 | 159              | 50                   |